# Карфа
Карфа (англ. Qarfa, араб. قرفا) — поселення в Сирії, що складає невеличку друзьку общину в нохії Аш-Шейх-Маскін, яка входить до складу мінтаки Ізра в південній сирійській мухафазі Дара.